# O Babão
O Babão é um filme brasileiro do gênero comédia romântica de 1931, dirigido por Luiz de Barros e produzido por José del Picchia. Victor del Picchia foi o operador da câmera. Com produção da Synchrocinex, é uma paródia do filme estadunidense de 1929 "The Pagan", que estava fazendo sucesso no Brasil. No elenco estavam a dupla cômica Genésio Arruda e Tom Bill, e a cantora de tangos Luly Málaga. A trilha sonora do longa foi feita por Francisco Mignone, usando o pseudônimo Chico Bororó.
Lançado em 19 de janeiro de 1931, no Cinema Odeon, em São Paulo, é considerado um dos primeiros filmes sonoros produzidos no país, as vezes erroneamente creditado como o primeiro. É considerado um filme perdido, com apenas algumas poucas fotografias sobreviventes.

## Enredo
Zé Babão era um caipira que vivia sem fazer nada, alimentando-se de bananas. Seu único interesse maior na vida era Conchita, mas Zé Babão nunca tivera coragem de lhe declarar o seu amor. Vivia assim indolente, mal alimentado e cantando suas desventuras amorosas em noites de luar. Um dia apareceu um napolitano, Dom Chipola, querendo comprar o bananal. 
Ele também conhecera Conchita. Começou a negociar com Zé Babão e, em meio à conversa, descobriu que poderia se apoderar de tudo se simulasse um casamento com Conchita. Assim pensou e assim fez. No dia do casamento, Zé Babão foi alertado da trama por Lily, uma moça que muito o amava. 
Correu até o local do casamento e raptou Conchita. Para agradá-la, Zé Babão cedeu o bananal em troca de letras de câmbio, conseguiu algum dinheiro e abriu um armarinho. Mas o negócio não deu certo. Zé Babão voltou para a vida mansa do bananal e as lembranças de sua noiva Conchita. 
Enquanto isso Dom Chipola andava seguindo Conchita. Encontra-a numa feira e a leva para um navio. Zé Babão vai atrás da noiva e trava-se uma luta entre o caipira e o italiano. Uma tempestade ameaça afundar o navio. Zé Babão e Conchita saltam ao mar num salva-vidas que vem dar à terra firme, e o filme termina com o feliz casal de namorados.

## Elenco
- Genésio Arruda como Zé Babão
- Luly Málaga como Conchita
- Tom Bill como Dom Chipola
- Rina Weiss como Lily
- J. Nicolau como Capitão do navio